# Église de La Visitation-de-Notre-Dame de Château-Richer
L'Église de La Visitation-de-Notre-Dame est une église catholique patrimoniale situé à Château-Richer au Québec. Elle fait partie du Site patrimonial de la Place-de-l'Église

## Histoire
L'église de la Visitation de Notre-Dame est érigée en 1866 d'après les plans de l'architecte et sculpteur François-Xavier Berlinguet. Elle repose sur un plan rectangulaire surmonté d'un toit à deux versants et d'un seul clocher central. Un orgue Casavant y est installé
L'église et son site sont cités le 5 mai 1997.

## Galerie

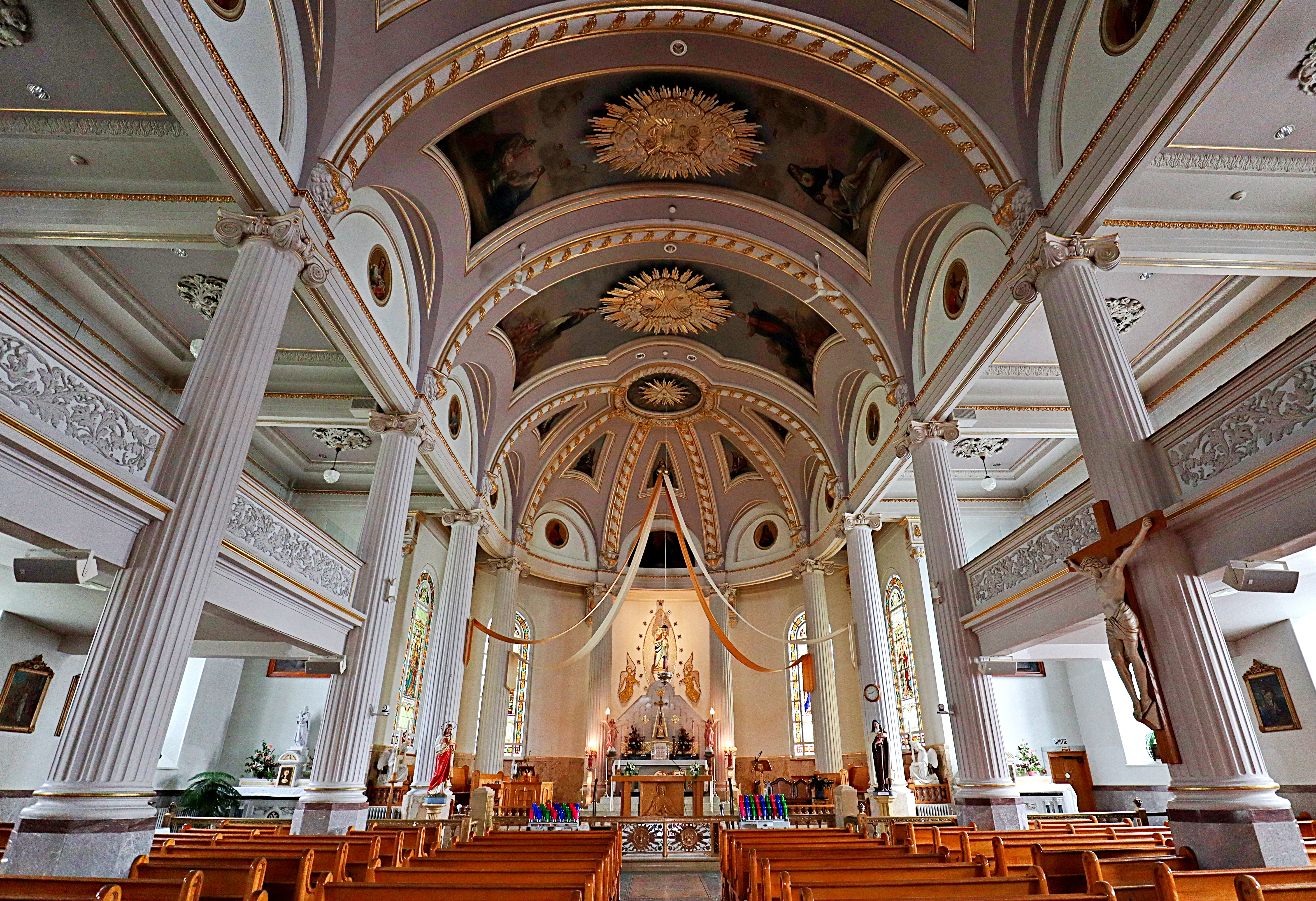
Nef
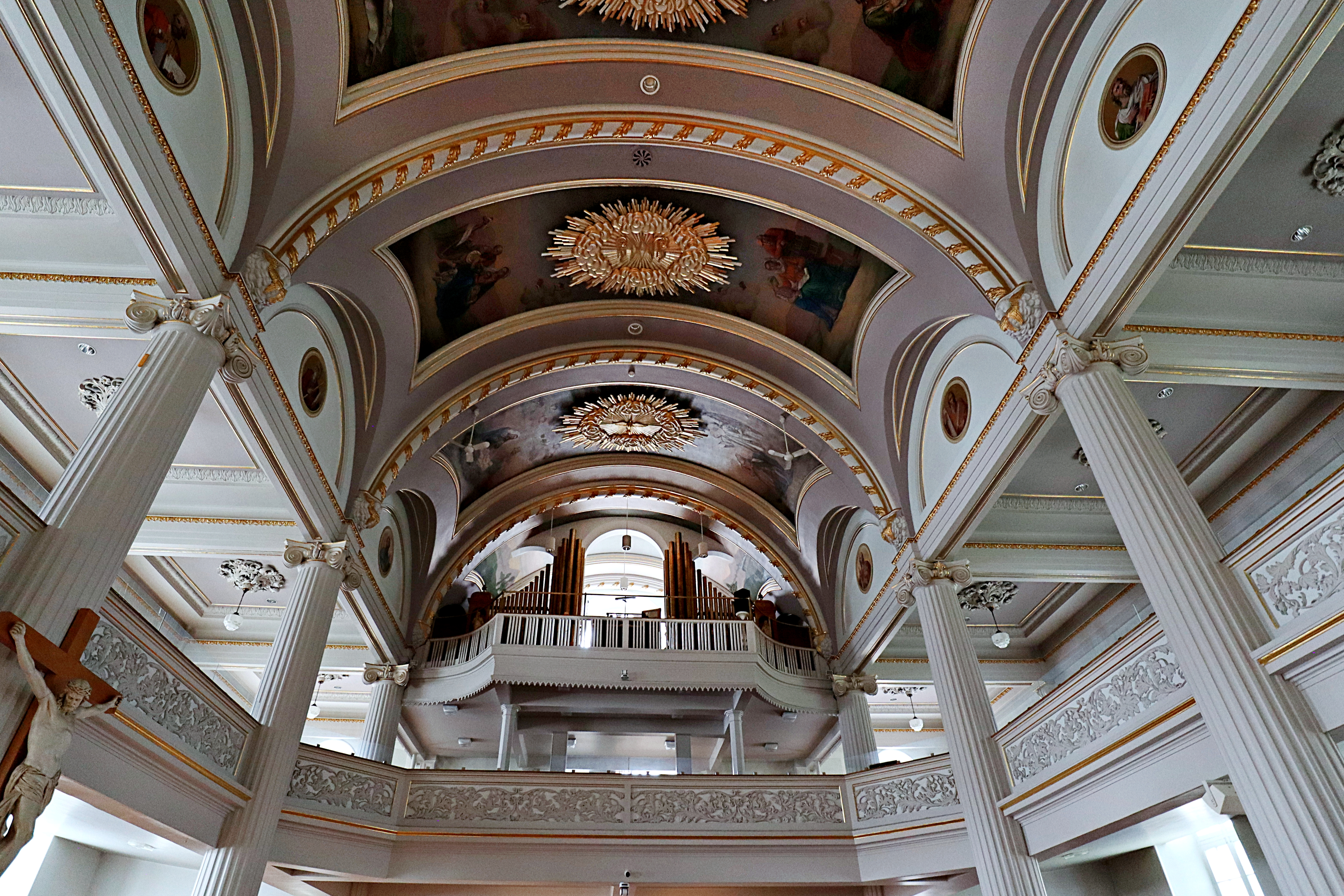
Vue arrière
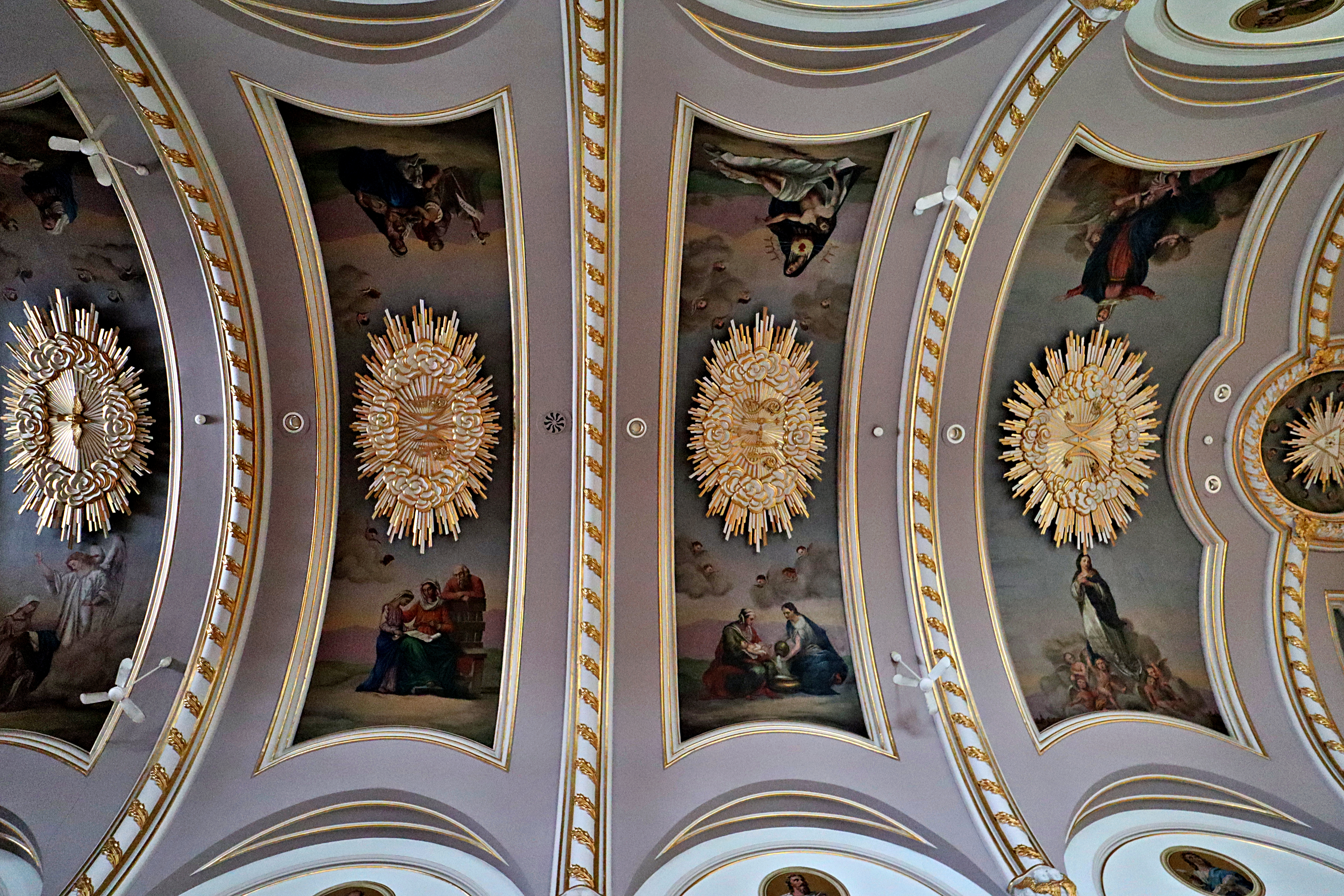
Voûte
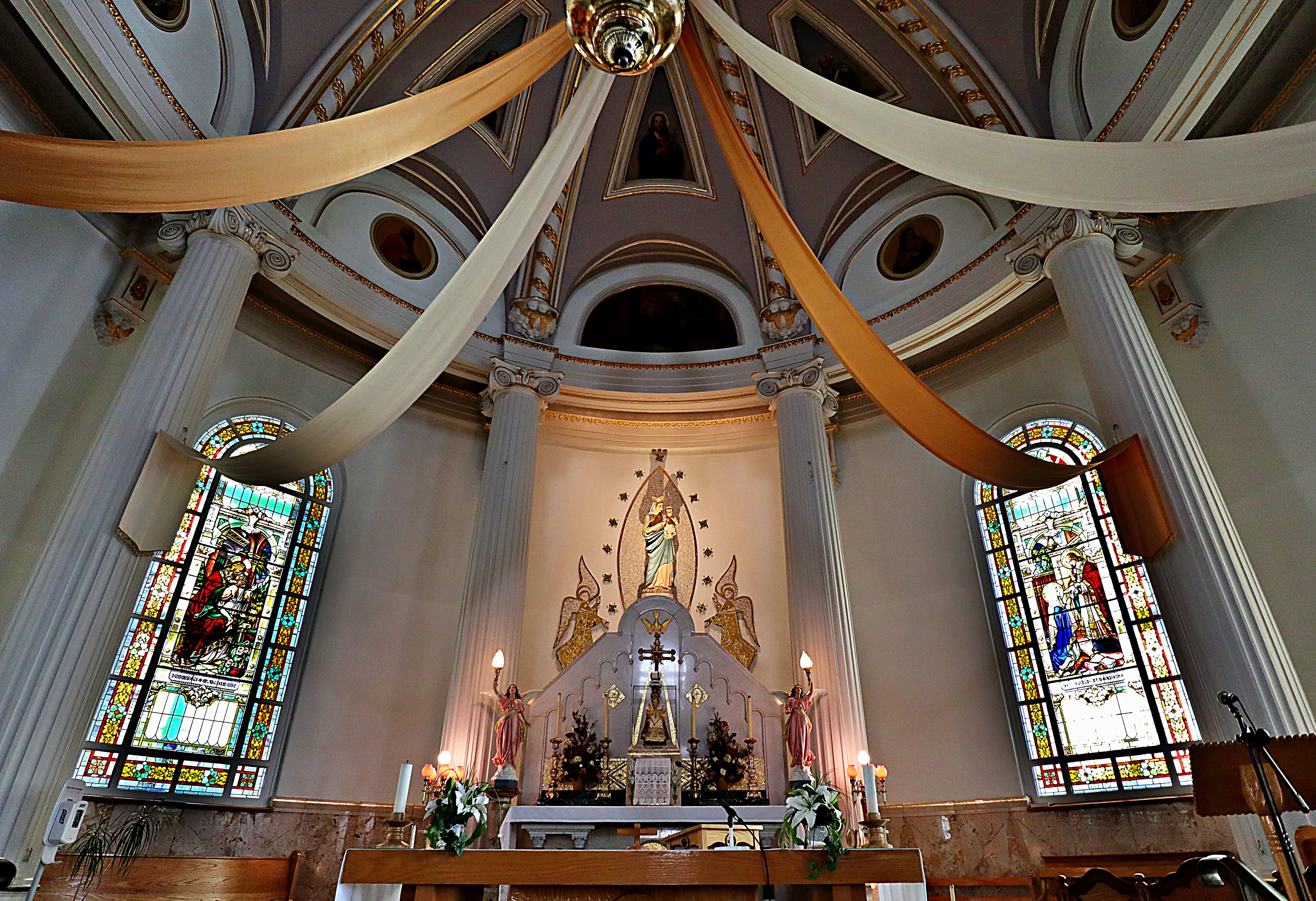
Chœur
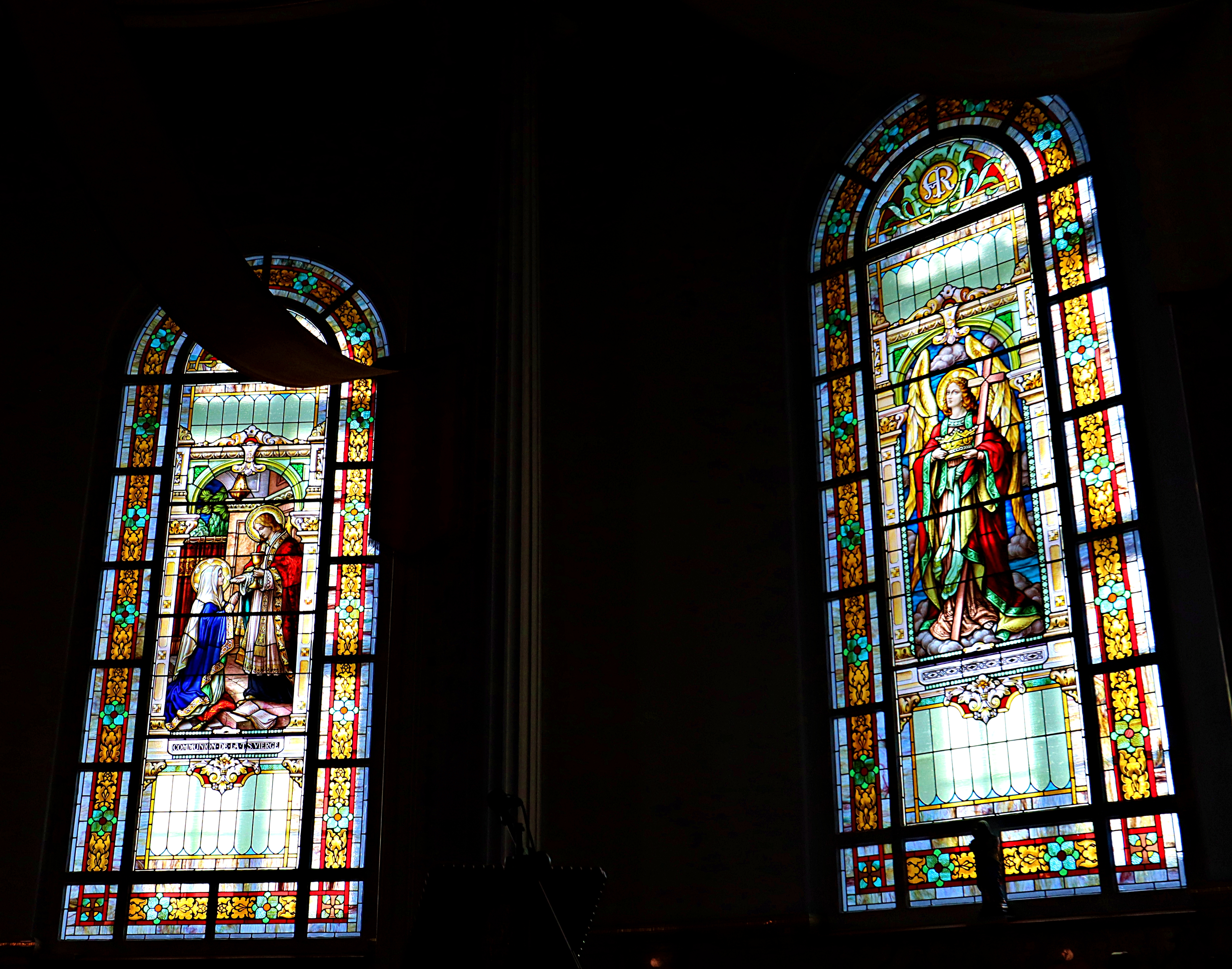
Vitraux